# Wapen van Meliskerke

Wapen van Meliskerke

Het wapen van Meliskerke is het wapen van de voormalige Zeeuwse gemeente Meliskerke. Het wapen werd gebruikt vanaf 31 jul 1817, de dag dat het wapen door de Hoge Raad van Adel werd toegekend, tot 1966 toen de gemeente opging in de gemeente Mariekerke.
Het wapen is gelijk aan het familiewapen van het geslacht Van Melis. Ook de heerlijkheid Meliskerke gebruikte dit wapen en wordt als zodanig vermeld in de 17e-eeuwse Nieuwe Cronijk van Zeeland.

## Blazoen
De beschrijving, niet opgenomen in het register van de Hoge Raad van Adel, van het wapen van Meliskerke luidde van 31 juli 1817 tot 19 oktober 1966 als volgt:
In sabel 3 kepers van zilver, vergezeld door 2 sterren van goud in de bovenste schildhoeken.
Het schild is zwart met daarop drie zilveren kepers. Tussen de punt van de bovenste keper en de twee schildhoeken staan twee gouden sterren met elk zes punten.